# György Sarlós
György Sarlós, né le 29 juillet 1940 à Budakeszi, est un rameur hongrois.

## Biographie

### Palmarès

#### Aviron aux Jeux olympiques
- 1968 à Mexico,  Mexique
  -  Médaille d'argent en quatre sans barreur[1]

#### Championnats d'Europe d'aviron
- 1967 à Vichy,  France
  -  Médaille d'argent en quatre sans barreur
- 1969 à Klagenfurt,  Autriche
  -  Médaille d'argent en quatre sans barreur